# National Board for Certified Counselors
Der National Board for Certified Counselors, Inc. and Affiliates (NBCC) ist eine unabhängige US-amerikanische Zertifizierungsorganisation für professionelle Counselors mit Sitz in Charlotte (North Carolina) und etwa 50.000 Mitgliedern international. Die Zertifikate von NBCC sind bei der National Commission for Certifying Agencies (NCCA) akkreditiert.

## Geschichte
Die Organisation wurde 1982 auf Initiative der American Counseling Association (ACA) als Non-Profit-Organisation gegründet. Während die ACA damals ihre weitere Arbeit auf Weiterbildung, Konferenzen, Veröffentlichungen und Beziehungen zu staatlichen Organisationen konzentrierte, wurde NBCC gegründet, um im Bereich der Zertifizierung und Qualitätssicherung aktiv zu werden.

## Organisation und Programme
Interimspräsidentin und CEO von NBCC ist (2019) Kylie P. Dotson-Blake. 2003 wurde NBCC International (NBCC-I) gegründet, das enge Beziehungen zu UNESCO und WHO unterhält und die Qualität des Counseling in Europa, Asien und Afrika fördern soll. Ein von NBCC-I entwickeltes Programm ist die Weiterbildung zum Mental Health Facilitator, die auch in Deutschland angeboten wird.
Büros befinden sich in Argentinien, Mexiko, Malaysia, Bhutan, Malawi, Bulgarien, Rumänien, Griechenland, Zypern und Deutschland. Sitz des European Board for Certified Counselors ist seit 2008 Lissabon.
Ein assoziierter Partner von NBCC ist das Center for Credentialing and Education, das Weiterbildungs- und Qualitätssicherungsprogramme sowie Zertifikate für andere Professionen und Personen ohne Master-Degree anbietet, u. a. für den Global Career Development Facilitator (GCDF), der ebenfalls in Deutschland eingeführt ist.

## Zertifikate
NBCC zertifiziert u. a. den 'National Certified Counselor' (NCC). Bisher erwarben über 40.000 Menschen dieses Zertifikat. Voraussetzung sind u. a. ein Master-Abschluss mit dem Nachweis von 3.000 Praxisstunden und 100 Stunden klinischer Supervision sowie ein Examen. Dieses Zertifikat ist in einigen Bundesstaaten die Voraussetzung für die Anerkennung als staatlich lizenzierter Counselor. Weitere Zertifikate existieren für die Berufsfelder des Mental Health-, Sucht- und Schul-Counseling (für Paraprofessionals und Katastrophenhelfer u. a. das Mental-Health-Facilitator-Zertifikat).

## Kritik
Kritiker monieren, dass eine erfolgreiche Zertifizierung durch den NBCC angesichts der dafür erforderlichen relativ geringen Mindeststandards kein Beleg für eine besondere Qualifikation der Counselors und für einen erhöhten Nutzen ihrer Klienten darstelle. Die Zertifizierung sei in den meisten US-Bundesstaaten, die mittlerweile eigene Zulassungsregelungen für Counselors erlassen haben, nicht nötig. So waren zu Beginn der 1990er Jahre nur 8 % der Mitglieder der American Counseling Association gleichzeitig auch Zertifikatsträger des NBCC, während dessen Mitglieder sich überwiegend wenig an der Arbeit professioneller Verbände wie der der ACA beteiligten. Die Spezialisierung der von NBCC angebotenen Zertifikate suggeriere außerdem, dass sie eine der Facharztausbildung vergleichbare Spezialausbildung anzeige, was nicht der Fall sei. Auch werden der finanzielle Aufwand und die Zusammensetzung des für die Zertifizierung zuständigen Boards kritisiert. Es gebe keine definierten Auswahlmechanismen für Boardmitglieder. Der Board kooptiere seine Mitglieder selbst und sei niemandem verantwortlich. Auf Vorschläge, der NBCC solle seine Arbeit und seine finanziellen Ressourcen auf wissenschaftliche Aktivitäten, Weiterbildung und Testentwicklung konzentrieren, ging dieser nicht ein, Auskünfte zu den Finanzen wurden verweigert. Der Preis für die Zertifizierung sei angesichts der begrenzten Leistungen des NBCC jedoch zu hoch. Diese Kritik bezieht sich auf den GCDF, nicht auf den Mental Health Facilitator, der explizit für die Laienhilfe qualifiziert.